# Província de Ōmi
Ōmi (近江国, Ōmi no kuni) foi uma antiga província do Japão, que hoje equivale à prefeitura de Shiga. Foi uma das províncias que formavam o circuito Tōsandō. Também era conhecida como Gōshū (江州).

Mapa das províncias japonesas (1868) com a província de Ōmi em destaque

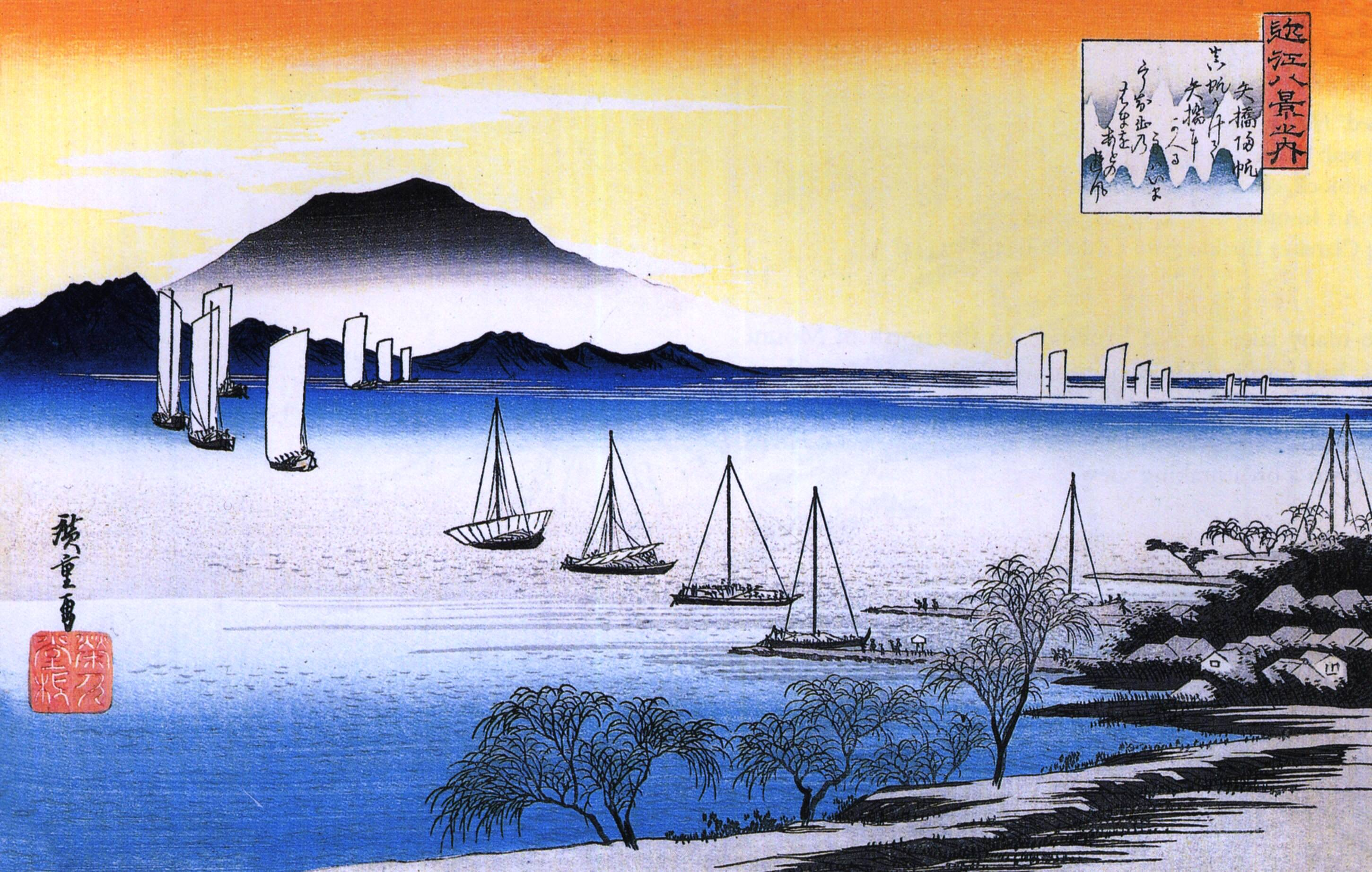
Este ukiyo-e de Hiroshige ilustra os barcos de Yahashi, uma das Oito visões de Ōmi.

A antiga capital ficava próxima a Ōtsu, que também era a cidade do maior castelo. 
Hōjō Tokimasa (北條　時政, 1138-1215), o primeiro shikken do Xogunato Kamakura, foi feito daimyo da província de Ōmi no 10º mês de Shōji 2 (1200).
Durante o Período Edo, continha cinco das estações da estrada  Tōkaidō. Durante o Período Sengoku, a parte norte da província era o feudo de Ishida Mitsunari, oponente de Tokugawa Ieyasu na Batalha de Sekigahara, apesar de ele ter gasto a maior parte do seu tempo no Castelo de Osaka administrando o feudo do jovem filho de Toyotomi Hideyoshi. Após a derrota de Ishida, Tokugawa concedeu o feudo a aliados, o clã Ii, que construiu a cidade e o castelo de Hikone a partir das ruínas de Sawayama. 
A parte sul da província nos arredores de Kōka (Koga) era o lar dos famosos Ninjas Koga, uma das duas principais escolas de ninjutsu.

## Governadores da Província
Ōmi Kenkai
- Minamoto no Toshifusa - (1046 - 1057)

Ōmi gonsuke
- Minamoto no Masamichi - 1141
- Minamoto no Masamichi - 1146

## Shugosda Província
Shogunato Kamakura
1. Sasaki Sadatsuna - (1187 - 1205)
2. Sasaki Hirotsuna - (1205 - 1221)
3. Sasaki Nobutsuna - (1221 - 1233)
4. Rokkaku Yasutsuna - (1245 - 1252)
5. Rokkaku Yoritsuna - (1275 - 1310)
6. Rokkaku Tokinobu -  (1310 - 1333)

Shogunato Ashikaga
1. Rokkaku Ujiyori -   (1335 - 1336)
2. Sasaki Takauji -    (1336 - 1338)
3. Rokkaku Ujiyori -   (1338 - 1351)
4. Yamauchi Shenzhen - (1351 - 1351)
5. Rokkaku Yoshinobu -   (1352 - 1365)
6. Rokkaku Ujiyori -   (1365 - 1370)
7. Kyōgoku Takanori -   (1370 - 1377)